# Citharichthys spilopterus
Citharichtys spilopterus, popularmente chamado linguado ou solha, é um peixe plano demersal da família dos paralictiídeos (Paralichthyidae).

## Etimologia
O vernáculo linguado é formado por "língua" + "-ado" e foi registrado em 1500 como lingoados e em 1716 como linguado. Solha trata-se de uma designação comum dada às espécies de linguados e foi formado a partir do latim solĕa,ae, tanto em sua acepção de peixe como na acepção de "sandália, sola". Foi registrado no {século XIII como ssolha, no século XIV como solla, no século XV como solha e em 1610 como solho. O nome genérico Citharichthys é formado pelo latim cithara, "lira, cítara", e o grega ikhthýs (em grego: ἰχθύς), "peixe".

## Taxonomia
Citharichtys spilopterus foi descrito em 1862 por Albert Günther.

## Descrição
Citharichtys spilopterus atinge até 20 centímetros de comprimento, mas mais comumente atinge 15 centímetros. Tem corpo oval e moderadamente alongado, com largura geralmente inferior a 45% do comprimento padrão. O focinho é levemente projetado e a nuca apresenta uma concavidade. Os olhos estão posicionados no lado esquerdo, são pequenos (menos de 25% do comprimento da cabeça), próximos entre si, separados apenas por uma crista óssea estreita. O perfil inferior da cabeça é angular. A boca tem comprimento médio e termina abaixo do olho inferior; o maxilar superior mede de 39% a 44% do comprimento da cabeça. Os dentes estão aproximadamente igualmente desenvolvidos em ambos os maxilares, dispostos em uma única fileira de dentes fixos em cada maxilar, sem presença de caninos. Os rastros branquiais são longos e delgados, com três a cinco rastros superiores e de 11 a 12 inferiores. A borda do opérculo no lado cego não apresenta cirros. A nadadeira dorsal possui de 76 a 84 raios e tem origem anterior ao olho superior. A nadadeira anal conta com 57 a 63 raios.
As nadadeiras peitorais estão presentes em ambos os lados do corpo e possuem raios ramificados. As nadadeiras pélvicas são simetricamente posicionadas na região ventral, com a base da nadadeira do lado ocular situada na linha média do corpo; as bases são curtas, e a nadadeira apresenta seis raios. A papila urinária localiza-se no lado cego, imediatamente atrás do ânus. A linha lateral é bem desenvolvida em ambos os lados do corpo, e a linha ocular é reta, estendendo-se da borda do opérculo até a base da cauda, sem ramificação sob o olho inferior. As escamas são ásperas no lado ocular e lisas no lado cego, com 43 a 47 escamas ao longo da linha lateral. A coloração é marrom, com manchas dispersas em tons de marrom-claro e marrom-escuro. Frequentemente, há uma fileira de manchas escuras ao longo da porção interna das nadadeiras dorsal e anal, além de uma mancha escura visível na extremidade da base da cauda, próxima à nadadeira caudal.

## Distribuição e habitat
Citharichtys spilopterus distribui-se no Atlântico Ocidental, desde o sul de Nova Jérsei ao longo da costa dos Estados Unidos, abrangendo todo o Golfo do México (México) e o Mar do Caribe, desde Cuba até as Ilhas Virgens Britânicas e Ilhas Virgens Americanas. Está ausente nas ilhas Caimã e na Jamaica, mas presente em Aruba, em Barbados, em Bonaire, em Santo Eustáquio, em Saba, na Martinica, Curaçau, República Dominicana, Haiti, Porto Rico e Trindade e Tobago. Também ocorre ao longo da costa da América Central (Belize, Costa Rica, Guatemala, Honduras, Nicarágua, Panamá) e na América do Sul, desde a Colômbia e Venezuela, o escudo das Guianas (Guiana, Suriname e Guiana Francesa), ao longo da costa do Brasil (Amapá, Pará, Maranhão, Piauí, Ceará, Rio Grande do Norte, Paraíba, Pernambuco, Alagoas, Sergipe, Bahia, Espírito Santo, Rio de Janeiro, São Paulo, Paraná, Santa Catarina e Rio Grande do Sul) até a fronteira com o Uruguai. Sua amplitude de profundidade varia de 0 a 75 metros, embora seja mais comumente registrada entre 0 e 15 metros. Habita águas rasas da plataforma continental interna e também ocorre em lagoas hipersalinas, baías e estuários salobros. É considerada residente permanente de estuários de manguezais, especialmente na baía de Guaratuba, no Paraná, no Brasil. Em algumas regiões de sua distribuição, mostra forte dependência de ambientes estuarinos, incluindo plumas estuarinas que se projetam em direção ao mar. Embora ocorra sobre diversos tipos de substrato, apresenta preferência por sedimentos silte-argilosos.

## Ecologia
Citharichtys spilopterus é um componente ecologicamente importante da assembleia de peixes demersais em áreas costeiras tropicais, o que se evidencia por sua alta frequência de ocorrência, elevada abundância relativa e grande densidade populacional. É carnívoro e alimenta-se de peixes ósseos, crustáceos e larvas bentônicas móveis. Apresenta mudanças ontogenéticas marcantes em sua dieta e na amplitude de seu nicho trófico. A reprodução envolve fase larval pelágica, com os indivíduos permanecendo na coluna d'água desde o estágio larval até a dispersão, caracterizando um desenvolvimento tipicamente pelágico. Atinge a maturidade sexual ao alcançar 12 centímetros de comprimento. No sul do Golfo do México, a desova ocorre em dois curtos períodos: um durante a estação chuvosa, entre agosto e outubro, e outro na estação seca, de fevereiro a abril, ambos a profundidades de aproximadamente 20 metros, nas plumas estuarinas. Os pulsos de recrutamento estão sincronizados com os períodos de maior descarga de biomassa detrítica proveniente dessas plumas.

## Conservação
A Lista Vermelha da União Internacional para a Conservação da Natureza (UICN) classifica Citharichtys spilopterus como pouco preocupante (LC), pois é amplamente distribuído e comum em grande parte de sua área de ocorrência, especialmente em regiões costeiras e estuarinas. Também está bem representado em coleções de museus (1 535 lotes). É capturado como captura acidental em diversas pescarias demersais; no entanto, isso não é considerado uma grande ameaça à sua população em geral. Em 2018, foi classificada como pouco preocupante (LC) no Livro Vermelho da Fauna Brasileira Ameaçada de Extinção do Instituto Chico Mendes de Conservação da Biodiversidade (ICMBio).